# Jørund
Jørund († 11. April 1309 in Nidaros (heute Trondheim)) war ein norwegischer Erzbischof. Seine 20-jährige Amtszeit war von einem unversöhnlichen Streit mit seinem Domkapitel geprägt.

## Leben
Über seinen sozialen und familiären Hintergrund ist nichts bekannt. Er war Kanoniker in Hamar, wo er 1286 zum Bischof geweiht wurde. Mit Schreiben vom 15. Februar 1287 löste Papst Honorius IV. Jørund vom Bistum Hamar und bestimmte ihn im April 1288 zum neuen Erzbischof von Nidaros. Noch 1288 bestätigte er die Entscheidung des Erzbischofs Jon Raude im Streit zwischen Bischof Árni Þorláksson von Skálholt und einigen Großbauern in Island zu Gunsten von Árni. Árni hatte die Nikolaikirche in Oddi und die Olavskirche in Vatnsfjord mitsamt dazugehörigem Gut für den Dom in Skálholt reklamiert.
Der erbitterte Konflikt zwischen seinem Vorgänger Jon Raude und dem Königlichen Rat fand 1290 im Vergleich von Bergen sein Ende. Darin wurden die weiteren Privilegien, die der Kirche nach 1270 eingeräumt worden waren, wieder aufgehoben und der Rechtszustand aus der Zeit vor 1270 wiederhergestellt.
Das Domkapitel bestand auf den Privilegien, die es aus der Zeit des Vorgängers Jon Raude hatte. Es wurde behauptet und durch ein Zeugnis der älteren Geistlichen unter Beweis gestellt, dass das Domkapitel über seine Pfründe frei verfügen könne, dass der Erzbischof Rat und Zustimmung des Domkapitels einzuholen habe, wenn es um wirtschaftliche Entscheidungen, Einsetzung von Geistlichen in Ämter und um Verhängung des Kirchenbanns gehe. Das Domkapitel übte alle Funktionen des Erzbischofs bei dessen Abwesenheit aus. Die Kanoniker hätten das Recht auf Verpflegung an bestimmten Tagen im bischöflichen Hof und hätten Anteil an den Einnahmen der Domkirche. Dieses Zeugnis wird als Beleg dafür gesehen, dass Erzbischof Jørund sehr selbstherrlich gegenüber dem Domkapitel aufgetreten sei, das seinerseits seine Stellung während der Jahre der Sedisvakanz gestärkt hatte. Einige Jahre später spitzte sich der Streit durch wirtschaftliche Maßnahmen des Erzbischofs ohne Beteiligung des Domkapitels so zu, dass Papst Nikolaus VI. damit befasst werden musste. Dieser ließ den Streit von einem Kanoniker aus Bergen untersuchen. Inzwischen griff auch König Erik II. als Vermittler ein. Um 1297 kam es durch ihn zu einem Vergleich, der die Rechte des Domkapitels auf den Umfang aus der Zeit vor der Amtszeit Jørunds festschrieb, was die Einflussmöglichkeiten des Domkapitels bei Wahlen und wichtigen Entscheidungen innerhalb der Bistumsverwaltung und kirchlichen Rechtsprechung betraf. Die Einnahmen des Domkapitels wurden auf den Teil festgeschrieben, den der Erzbischof festsetzen werde. Jørund schwor dem König 1297 den Treueid und wurde im gleichen Jahr zum Jarl ernannt. König Håkon Magnusson hob 1310 diese Jarlswürde wieder auf, weil sie ohne Wissen und Zustimmung des Papstes verliehen worden sei. Gleichzeitig entließ er Jørund aus dem Treueid.
Schon 1297 brach der Streit unmittelbar nach dem Vergleich erneut auf, und das Domkapitel wandte sich abermals an den Papst, was Jørund dazu veranlasste, das Domkapitel mit dem Kirchenbann zu belegen. Dabei erhob er schwere Beschuldigungen gegen das Domkapitel. Daraufhin bestellte der Papst den Erzbischof zu sich ein. Dieser brach zwar auf, kehrte aber in Paris wieder um und entsandte einen Vertreter zur Kurie. Papst Bonifatius VIII. setzte daraufhin Bischof Narve von Bergen und einen dortigen Kanoniker als päpstliche Inquisitoren und Richter in diesem Konflikt ein, die 1299 in allen Punkten gegen Jørund entschieden. Es gab noch einen weiteren Prozess zwischen Jørund und dem Domkapitel, den Jørund 1302 an der Kurie ebenfalls verlor. Jørund wandte sich nun an den König, der 1303 einen Vergleich zustande brachte.
Danach war Jørunds Autorität entscheidend geschwächt. Er hielt sich in der Folgezeit meist außerhalb von Nidaros auf, in der Regel in Bergen. 1306 hielt er eine Provinzialsynode in Oslo ab. 1309 starb er in Nidaros.